# EBS 다큐프라임
EBS 다큐프라임은 한국교육방송공사의 교육기획 다큐멘터리 프로그램이다.

## 기획 의도

### 다큐 프라임
2020년 8월부터 EBS 1TV에서 매주 월~수요일 밤 9시 50분에 방송된다.

### 원더풀 사이언스
2008년 4월부터는 다큐프라임의 시간대로 목요일에 원더풀 사이언스가 방송되다가 2011년 8월을 끝으로 사라지고 다큐프라임으로 확대되었다.

### 다큐 오늘
2014년 3월 3일부터는 매주 월~목 오후 8시 40분에서 50분까지 10분간 다큐프라임 방송분을 짧게 재방송하는 《多Q(다큐) 오늘》이라는 프로그램이 신설되었다.

## 주제들
모든 분야들 즉, 가정, 경제/경영, 과학, 교육, 역사, 예술/대중문화, 육아, 의학, 인류/문명, 인문, 자연/생태, 정치/사회, 학교교육
(docuprime.ebs.co.kr)

## 방송 시간
- 방송 시간은 2024년 5월 6일 방송을 기준으로 구분한다.

| 방송 채널              | 방송 기간                           | 방송 시간                                                                        |
| ---------------------- | ----------------------------------- | -------------------------------------------------------------------------------- |
| EBS 1TV 본방송         | 2008년 2월 25일 ~ 2008년 3월 28일   | 매주 평일 밤 11:10 ~ 12:00 (50분)                                                |
| EBS 1TV 본방송         | 2008년 3월 31일 ~ 2009년 2월 18일   | 매주 월요일 ~ 수요일 밤 11:10 ~ 12:00 (50분)                                     |
| EBS 1TV 본방송         | 2009년 2월 23일 ~ 2011년 8월 10일   | 매주 월요일 ~ 수요일 밤 9:50 ~ 10:40 (50분)                                      |
| EBS 1TV 본방송         | 2020년 3월 30일 ~ 2020년 8월 12일   | 매주 월요일 ~ 수요일 밤 9:50 ~ 10:40 (50분)                                      |
| EBS 1TV 본방송         | 2011년 8월 29일 ~ 2012년 2월 23일   | 매주 월요일 ~ 목요일 밤 9:50 ~ 10:40 (50분)                                      |
| EBS 1TV 본방송         | 2012년 8월 27일 ~ 2012년 10월 18일  | 매주 월요일 ~ 목요일 밤 9:50 ~ 10:50 (1시간)                                     |
| EBS 1TV 본방송         | 2012년 10월 22일 ~ 2013년 8월 22일  | 매주 월요일 ~ 목요일 밤 9:50 ~ 10:45 (55분)                                      |
| EBS 1TV 본방송         | 2013년 8월 26일 ~ 2017년 6월 21일   | 매주 월요일 ~ 수요일 밤 9:50 ~ 10:45 (55분)                                      |
| EBS 1TV 본방송         | 2017년 7월 24일 ~ 2020년 3월 25일   | 매주 월요일 ~ 수요일 밤 9:50 ~ 10:45 (55분)                                      |
| EBS 1TV 본방송         | 2020년 8월 24일 ~ 2023년 3월 29일   | 매주 월요일 ~ 수요일 밤 9:50 ~ 10:45 (55분)                                      |
| EBS 1TV 본방송         | 2017년 6월 26일 ~ 2017년 7월 18일   | 매주 월요일 ~ 화요일 밤 9:50 ~ 10:45 (55분)                                      |
| EBS 1TV 본방송         | 2017년 9월 2일 ~ 2019년 3월 31일    | 매주 주말 밤 10:00 ~ 10:55 (55분)                                                |
| EBS 1TV 본방송         | 2023년 4월 3일 ~ 2023년 4월 12일    | 매주 월요일 ~ 수요일 밤 9:55 ~ 10:50 (55분)                                      |
| EBS 1TV 본방송         | 2023년 4월 17일 ~ 2024년 4월 30일   | 매주 월요일 ~ 화요일 밤 9:55 ~ 10:50 (55분)                                      |
| EBS 1TV 본방송         | 2024년 5월 6일 ~ 현재               | 매주 월요일 ~ 화요일 밤 10:45 ~ 11:40 (55분)                                     |
| EBS 1TV 종합방송       | 2008년 8월 30일 ~ 2009년 2월 21일   | 매주 토요일 저녁 7:30 ~ 밤 9:10 (100분)                                          |
| EBS 1TV 종합방송       | 2009년 2월 28일 ~ 2011년 2월 26일   | 매주 토요일 저녁 8:30 ~ 11:00 (150분)                                            |
| EBS 1TV 종합방송       | 2011년 3월 5일 ~ 2012년 2월 25일    | 매주 토요일 저녁 7:40 ~ 밤 11:00 (200분)                                         |
| EBS 1TV 종합방송       | 2012년 3월 3일 ~ 2012년 8월 25일    | 매주 토요일 저녁 6:50 ~ 밤 9:20 (150분)                                          |
| EBS 1TV 종합방송       | 2012년 9월 1일 ~ 2013년 2월 23일    | 매주 토요일 저녁 6:50 ~ 밤 10:30 (230분)                                         |
| EBS 1TV 종합방송       | 2013년 3월 2일 ~ 2014년 2월 22일    | 매주 토요일 저녁 7:25 ~ 밤 10:10 (165분)                                         |
| EBS 1TV 종합방송       | 2013년 8월 31일 ~ 2014년 2월 22일   | 매주 토요일 저녁 7:45 ~ 밤 10:30 (165분)                                         |
| EBS 1TV 종합방송       | 2014년 3월 2일 ~ 2017년 1월 15일    | 매주 일요일 저녁 8:15 ~ 밤 11:00 (165분)                                         |
| EBS 1TV 종합방송       | 2017년 1월 21일 ~ 2017년 2월 25일   | 매주 토요일 저녁 8:05 ~ 밤 9:55 (110분)                                          |
| EBS 1TV 종합방송       | 2017년 3월 4일 ~ 2017년 4월 22일    | 매주 토요일 밤 9:50 ~ 11:40 (110분)                                              |
| EBS 1TV 종합방송       | 2017년 4월 29일                     | 매주 토요일 밤 9:05 ~ 10:55 (110분)                                              |
| EBS 1TV 재방송         | 2008년 3월 1일 ~ 2008년 8월 23일    | 매주 토요일 저녁 6:40 ~ 8:20 (100분)                                             |
| EBS 1TV 재방송         | 2017년 3월 5일 ~ 2017년 4월 23일    | 매주 일요일 밤 9:05 ~ 10:00 (55분)                                               |
| EBS 1TV 재방송         | 2019년 4월 6일 ~ 2019년 8월 18일    | 매주 주말 밤 10:00 ~ 10:55 (55분)                                                |
| EBS 1TV 재방송         | 2019년 8월 31일 ~ 2020년 3월 28일   | 매주 토요일 밤 11:35 ~ 새벽 2:15 (165분)                                         |
| EBS 1TV 재방송         | 2020년 4월 4일 ~ 2020년 6월 6일     | 매주 토요일 밤 10:00 ~ 11:40 (100분)                                             |
| EBS 1TV 재방송         | 2020년 4월 5일 ~ 2020년 6월 7일     | 매주 일요일 밤 10:00 ~ 10:50 (50분)                                              |
| EBS 1TV 재방송         | 2020년 6월 13일 ~ 2020년 6월 14일   | 매주 토요일 새벽 1:40 ~ 3:20 (100분) 매주 일요일 밤 12:50 ~ 새벽 1:40 (50분)     |
| EBS 1TV 재방송         | 2020년 6월 20일 ~ 2020년 6월 21일   | 매주 토요일 새벽 1:40 ~ 3:20 (100분) 매주 일요일 밤 12:40 ~ 새벽 1:30 (50분)     |
| EBS 1TV 재방송         | 2020년 6월 27일 ~ 2020년 8월 16일   | 매주 토요일 새벽 1:10 ~ 2:50 (100분) 매주 일요일 새벽 1:15 ~ 2:05 (50분)         |
| EBS 1TV 재방송         | 2020년 8월 29일 ~ 2021년 3월 28일   | 매주 토요일 새벽 1:20 ~ 3:10 (110분) 매주 일요일 새벽 1:05 ~ 2:00 (55분)         |
| EBS 1TV 재방송         | 2021년 4월 3일 ~ 2021년 4월 4일     | 매주 토요일 새벽 1:40 ~ 3:30 (110분) 매주 일요일 밤 12:55 ~ 새벽 1:50 (55분)     |
| EBS 1TV 재방송         | 2021년 4월 10일 ~ 2021년 4월 11일   | 매주 토요일 새벽 1:20 ~ 3:10 (110분) 매주 일요일 밤 12:55 ~ 새벽 1:50 (55분)     |
| EBS 1TV 재방송         | 2021년 4월 17일 ~ 2021년 4월 18일   | 매주 토요일 밤 12:40 ~ 2:30 (110분) 매주 일요일 밤 12:30 ~ 새벽 1:25 (55분)      |
| EBS 1TV 재방송         | 2021년 4월 24일 ~ 2021년 4월 25일   | 매주 토요일 새벽 1:20 ~ 3:30 (110분) 매주 일요일 밤 12:25 ~ 새벽 1:20 (55분)     |
| EBS 1TV 재방송         | 2021년 5월 1일 ~ 2021년 5월 2일     | 매주 토요일 새벽 1:20 ~ 3:30 (110분) 매주 일요일 밤 12:55 ~ 새벽 1:50 (55분)     |
| EBS 1TV 재방송         | 2021년 5월 8일 ~ 2021년 5월 9일     | 매주 토요일 새벽 1:50 ~ 3:40 (110분) 매주 일요일 밤 12:55 ~ 새벽 1:50 (55분)     |
| EBS 1TV 재방송         | 2021년 5월 15일 ~ 2021년 5월 16일   | 매주 토요일 새벽 1:30 ~ 3:40 (110분) 매주 일요일 밤 12:30 ~ 새벽 1:25 (55분)     |
| EBS 1TV 재방송         | 2021년 5월 22일 ~ 2021년 5월 23일   | 매주 토요일 새벽 1:40 ~ 3:30 (110분) 매주 일요일 밤 12:15 ~ 새벽 1:10 (55분)     |
| EBS 1TV 재방송         | 2021년 5월 29일 ~ 2021년 5월 30일   | 매주 토요일 새벽 2:15 ~ 4:05 (110분) 매주 일요일 밤 12:55 ~ 새벽 1:50 (55분)     |
| EBS 1TV 재방송         | 2021년 6월 5일 ~ 2021년 6월 6일     | 매주 토요일 새벽 1:20 ~ 3:30 (110분) 매주 일요일 밤 12:45 ~ 새벽 1:40 (55분)     |
| EBS 1TV 재방송         | 2021년 6월 12일 ~ 2021년 6월 13일   | 매주 토요일 새벽 1:30 ~ 3:40 (110분) 매주 일요일 밤 12:35 ~ 새벽 1:30 (55분)     |
| EBS 1TV 재방송         | 2021년 6월 19일 ~ 2021년 6월 20일   | 매주 토요일 새벽 1:00 ~ 2:50 (110분) 매주 일요일 밤 12:35 ~ 새벽 1:30 (55분)     |
| EBS 1TV 재방송         | 2021년 7월 3일 ~ 2021년 7월 4일     | 매주 토요일 밤 12:40 ~ 2:30 (110분) 매주 일요일 밤 12:55 ~ 새벽 1:50 (55분)      |
| EBS 1TV 재방송         | 2021년 7월 10일 ~ 2021년 7월 11일   | 매주 토요일 새벽 1:30 ~ 3:30 (110분) 매주 일요일 밤 12:55 ~ 새벽 1:50 (55분)     |
| EBS 1TV 재방송         | 2021년 7월 17일 ~ 2021년 7월 18일   | 매주 토요일 새벽 1:00 ~ 2:50 (110분) 매주 일요일 밤 12:25 ~ 새벽 1:20 (55분)     |
| EBS 1TV 재방송         | 2021년 7월 24일 ~ 2021년 7월 25일   | 매주 토요일 새벽 1:20 ~ 2:50 (110분) 매주 일요일 밤 12:55 ~ 새벽 1:50 (55분)     |
| EBS 1TV 재방송         | 2021년 7월 31일 ~ 2021년 8월 1일    | 매주 토요일 새벽 1:20 ~ 2:50 (110분) 매주 일요일 밤 12:40 ~ 새벽 1:35 (55분)     |
| EBS 1TV 재방송         | 2021년 8월 7일 ~ 2021년 8월 8일     | 매주 토요일 밤 12:35 ~ 2:25 (110분) 매주 일요일 밤 12:35 ~ 새벽 1:30 (55분)      |
| EBS 1TV 재방송         | 2021년 8월 14일 ~ 2021년 8월 15일   | 매주 토요일 새벽 1:00 ~ 2:50 (110분) 매주 일요일 밤 12:45 ~ 새벽 1:35 (55분)     |
| EBS 1TV 재방송         | 2021년 8월 21일 ~ 2021년 8월 22일   | 매주 토요일 새벽 1:50 ~ 3:40 (110분) 매주 일요일 새벽 1:25 ~ 2:20 (55분)         |
| EBS 1TV 재방송         | 2021년 9월 4일 ~ 2021년 9월 5일     | 매주 토요일 밤 12:40 ~ 2:30 (110분) 매주 일요일 밤 12:50 ~ 새벽 1:45 (55분)      |
| EBS 1TV 재방송         | 2021년 9월 11일 ~ 2021년 9월 12일   | 매주 토요일 새벽 1:05 ~ 2:55 (110분) 매주 일요일 밤 12:35 ~ 새벽 1:30 (55분)     |
| EBS 1TV 재방송         | 2021년 9월 18일 ~ 2021년 9월 19일   | 매주 토요일 새벽 1:05 ~ 2:55 (110분) 매주 일요일 밤 12:50 ~ 새벽 1:45 (55분)     |
| EBS 1TV 재방송         | 2021년 10월 9일 ~ 2021년 10월 10일  | 매주 토요일 밤 12:30 ~ 2:20 (110분) 매주 일요일 밤 12:55 ~ 새벽 1:40 (55분)      |
| EBS 1TV 재방송         | 2021년 10월 16일 ~ 2021년 10월 17일 | 매주 토요일 새벽 1:20 ~ 3:30 (110분) 매주 일요일 밤 12:25 ~ 새벽 1:20 (55분)     |
| EBS 1TV 재방송         | 2021년 10월 23일 ~ 2021년 10월 17일 | 매주 토요일 밤 12:40 ~ 새벽 2:30 (110분) 매주 일요일 밤 12:40 ~ 새벽 1:35 (55분) |
| EBS 1TV 재방송         | 2021년 10월 30일 ~ 2021년 11월 7일  | 매주 토요일 밤 12:50 ~ 새벽 2:40 (110분) 매주 일요일 밤 12:25 ~ 새벽 1:20 (55분) |
| EBS 1TV 재방송         | 2021년 11월 13일 ~ 2021년 11월 14일 | 매주 토요일 밤 12:30 ~ 2:20 (110분) 매주 일요일 밤 12:55 ~ 새벽 1:50 (55분)      |
| EBS 1TV 재방송         | 2021년 11월 20일 ~ 2021년 11월 28일 | 매주 토요일 새벽 1:10 ~ 3:00 (110분) 매주 일요일 밤 12:35 ~ 새벽 1:30 (55분)     |
| EBS 1TV 재방송         | 2021년 12월 4일 ~ 2021년 12월 5일   | 매주 토요일 새벽 1:20 ~ 3:10 (110분) 매주 일요일 밤 12:35 ~ 새벽 1:30 (55분)     |
| EBS 1TV 재방송         | 2021년 12월 11일 ~ 2021년 12월 12일 | 매주 토요일 새벽 1:10 ~ 3:00 (110분) 매주 일요일 밤 12:35 ~ 새벽 1:30 (55분)     |
| EBS 1TV 재방송         | 2021년 12월 18일 ~ 2021년 12월 19일 | 매주 토요일 새벽 1:15 ~ 3:05 (110분) 매주 일요일 새벽 1:00 ~ 1:55 (55분)         |
| EBS 1TV 재방송         | 2021년 12월 25일 ~ 2021년 12월 26일 | 매주 토요일 밤 12:55 ~ 새벽 2:45 (110분) 매주 일요일 새벽 1:00 ~ 1:55 (55분)     |
| EBS 1TV 재방송         | 2022년 1월 1일 ~ 2022년 1월 2일     | 매주 토요일 새벽 1:00 ~ 2:50 (110분) 매주 일요일 밤 12:50 ~ 새벽 1:45 (55분)     |
| EBS 1TV 재방송         | 2022년 1월 8일 ~ 2022년 1월 9일     | 매주 토요일 밤 12:40 ~ 새벽 3:30 (110분) 매주 일요일 새벽 1:00 ~ 1:55 (55분)     |
| EBS 1TV 재방송         | 2022년 1월 15일 ~ 2022년 1월 23일   | 매주 토요일 밤 12:55 ~ 새벽 2:45 (110분) 매주 일요일 새벽 1:00 ~ 1:55 (55분)     |
| EBS 1TV 재방송         | 2022년 1월 29일 ~ 2022년 1월 30일   | 매주 토요일 새벽 1:00 ~ 2:50 (110분) 매주 일요일 새벽 1:05 ~ 2:00 (55분)         |
| EBS 1TV 재방송         | 2022년 2월 5일 ~ 2022년 2월 6일     | 매주 토요일 밤 12:40 ~ 3:30 (110분) 매주 일요일 새벽 1:15 ~ 2:10 (55분)          |
| EBS 1TV 재방송         | 2022년 2월 12일 ~ 2022년 2월 13일   | 매주 토요일 밤 12:30 ~ 3:20 (110분) 매주 일요일 새벽 1:00 ~ 1:55 (55분)          |
| EBS 1TV 재방송         | 2022년 2월 19일 ~ 2022년 2월 20일   | 매주 토요일 밤 12:55 ~ 새벽 2:45 (110분) 매주 일요일 새벽 1:00 ~ 1:55 (55분)     |
| EBS 1TV 재방송         | 2022년 2월 26일 ~ 2022년 2월 27일   | 매주 토요일 새벽 1:55 ~ 새벽 3:45 (110분) 매주 일요일 새벽 1:00 ~ 1:55 (55분)    |
| EBS 1TV 재방송         | 2022년 3월 5일 ~ 2022년 3월 6일     | 매주 토요일 새벽 1:35 ~ 새벽 3:25 (110분) 매주 일요일 새벽 1:00 ~ 1:55 (55분)    |
| EBS 1TV 재방송         | 2022년 3월 12일 ~ 2022년 3월 13일   | 매주 토요일 밤 12:40 ~ 새벽 2:30 (110분) 매주 일요일 새벽 1:15 ~ 2:10 (55분)     |
| EBS 1TV 재방송         | 2022년 3월 19일 ~ 2022년 3월 20일   | 매주 토요일 새벽 1:35 ~ 3:25 (110분) 매주 일요일 밤 12:50 ~ 새벽 1:45 (55분)     |
| EBS 1TV 재방송         | 2022년 3월 26일 ~ 2022년 3월 27일   | 매주 토요일 새벽 1:00 ~ 2:50 (110분) 매주 일요일 밤 12:50 ~ 새벽 1:45 (55분)     |
| EBS 1TV 재방송         | 2022년 4월 2일 ~ 2022년 4월 3일     | 매주 토요일 밤 12:50 ~ 새벽 2:40 (110분) 매주 일요일 밤 12:50 ~ 새벽 1:45 (55분) |
| EBS 1TV 재방송         | 2022년 4월 9일 ~ 2022년 4월 10일    | 매주 토요일 새벽 1:10 ~ 3:00 (110분) 매주 일요일 밤 12:40 ~ 새벽 1:35 (55분)     |
| EBS 1TV 재방송         | 2022년 4월 16일 ~ 2022년 4월 17일   | 매주 토요일 새벽 1:00 ~ 2:50 (110분) 매주 일요일 새벽 1:00 ~ 1:55 (55분)         |
| EBS 1TV 재방송         | 2022년 4월 23일 ~ 2022년 4월 24일   | 매주 토요일 밤 12:50 ~ 새벽 2:40 (110분) 매주 일요일 새벽 1:00 ~ 1:55 (55분)     |
| EBS 1TV 재방송         | 2022년 4월 30일 ~ 2022년 5월 1일    | 매주 토요일 새벽 1:35 ~ 2:25 (110분) 매주 일요일 밤 12:45 ~ 새벽 1:40 (55분)     |
| EBS 1TV 재방송         | 2022년 5월 7일 ~ 2022년 5월 8일     | 매주 토요일 새벽 1:20 ~ 3:10 (110분) 매주 일요일 밤 12:40 ~ 새벽 1:35 (55분)     |
| EBS 1TV 재방송         | 2022년 5월 14일 ~ 2022년 5월 15일   | 매주 토요일 밤 12:45 ~ 2:35 (110분) 매주 일요일 밤 12:55 ~ 새벽 1:50 (55분)      |
| EBS 1TV 재방송         | 2022년 5월 21일 ~ 2022년 5월 22일   | 매주 토요일 새벽 1:55 ~ 3:35 (110분) 매주 일요일 새벽 1:05 ~ 2:00 (55분)         |
| EBS 1TV 재방송         | 2022년 5월 28일 ~ 2022년 5월 29일   | 매주 토요일 새벽 1:20 ~ 3:10 (110분) 매주 일요일 밤 12:55 ~ 새벽 1:50 (55분)     |
| EBS 1TV 재방송         | 2022년 6월 4일 ~ 2022년 6월 5일     | 매주 토요일 새벽 1:00 ~ 2:50 (110분) 매주 일요일 새벽 1:15 ~ 2:10 (55분)         |
| EBS 1TV 재방송         | 2022년 6월 11일 ~ 2022년 6월 12일   | 매주 토요일 밤 12:55 ~ 2:35 (110분) 매주 일요일 새벽 1:20 ~ 2:15 (55분)          |
| EBS 1TV 재방송         | 2022년 6월 18일 ~ 2022년 6월 19일   | 매주 토요일 새벽 1:10 ~ 3:00 (110분) 매주 일요일 밤 12:55 ~ 새벽 1:50 (55분)     |
| EBS 1TV 재방송         | 2022년 6월 25일 ~ 2022년 6월 26일   | 매주 토요일 새벽 1:50 ~ 3:30 (110분) 매주 일요일 밤 12:10 ~ 새벽 1:05 (55분)     |
| EBS 1TV 재방송         | 2022년 7월 2일 ~ 2022년 7월 3일     | 매주 토요일 새벽 1:05 ~ 2:55 (110분) 매주 일요일 밤 12:55 ~ 새벽 1:50 (55분)     |
| EBS 1TV 재방송         | 2022년 7월 9일 ~ 2022년 7월 10일    | 매주 토요일 새벽 1:30 ~ 2:20 (110분) 매주 일요일 새벽 1:20 ~ 2:15 (55분)         |
| EBS 1TV 재방송         | 2022년 7월 16일 ~ 2022년 7월 17일   | 매주 토요일 새벽 1:55 ~ 3:45 (110분) 매주 일요일 새벽 1:00 ~ 1:55 (55분)         |
| EBS 1TV 재방송         | 2022년 7월 23일 ~ 2022년 7월 24일   | 매주 토요일 밤 12:55 ~ 2:45 (110분) 매주 일요일 밤 12:55 ~ 새벽 1:50 (55분)      |
| EBS 1TV 재방송         | 2022년 8월 6일 ~ 2022년 8월 7일     | 매주 토요일 새벽 1:20 ~ 3:00 (110분) 매주 일요일 새벽 1:00 ~ 1:55 (55분)         |
| EBS 1TV 재방송         | 2022년 8월 13일 ~ 2022년 8월 14일   | 매주 토요일 새벽 1:00 ~ 2:50 (110분) 매주 일요일 새벽 1:15 ~ 2:10 (55분)         |
| EBS 1TV 재방송         | 2022년 8월 20일 ~ 2022년 8월 21일   | 매주 토요일 새벽 1:40 ~ 3:30 (110분) 매주 일요일 밤 12:45 ~ 새벽 1:40 (55분)     |
| EBS 1TV 전주재방       | 2020년 4월 13일 ~ 2020년 8월 12일   | 매주 월요일 ~ 수요일 오후 1:00 ~ 1:50 (50분)                                     |
| EBS 1TV 전주재방       | 2020년 8월 24일 ~ 2022년 2월 23일   | 매주 월요일 ~ 수요일 오후 2:10 ~ 3:05 (55분)                                     |
| EBS 1TV 전주재방       | 2022년 2월 28일 ~ 2022년 8월 17일   | 매주 월요일 ~ 수요일 오후 1:50 ~ 2:45 (55분)                                     |
| EBS 1TV 전전주재방     | 2022년 8월 29일 ~ 2023년 3월 29일   | 매주 월요일 ~ 수요일 오후 1:50 ~ 2:45 (55분)                                     |
| EBS 1TV 스페셜         | 2017년 5월 7일 ~ 2017년 6월 4일     | 매주 일요일 밤 10:00 ~ 10:55 (55분)                                              |
| EBS 1TV 스페셜         | 2017년 6월 10일 ~ 2017년 8월 27일   | 매주 주말 밤 10:00 ~ 10:55 (55분)                                                |
| EBS TV 추석특선 앙코르 | 2010년 9월 21일 ~ 2010년 9월 23일   | 화요일 ~ 목요일 밤 11:10 ~ 12:50 (100분)                                         |
| EBS TV 추석특선 앙코르 | 2010년 9월 23일                     | 목요일 오후 1:20 ~ 3:00 (100분)                                                  |

## 제작진

### 다큐 오늘 (2014)
- 책임프로듀서 : 주덕담
- 연출 : 최재영, 허찬석
- 조연출 : 한성욱
- 구성 : 서동새라, 유혜원

## 수상 목록
- 2022년 제49회 한국방송대상 문화예술교양부문 작품상 ('EBS 다큐프라임' '예술의 쓸모' 편)

## 같이 보기
- KBS 스페셜 (KBS 1TV)
- MBC 스페셜 (MBC TV)
- SBS 스페셜 (SBS TV)
- NHK 스페셜 (일본방송협회)